# Cerambyx elbursi
Cerambyx elbursi là một loài bọ cánh cứng trong họ Cerambycidae.